# Zelena kri
Zelena kri, delo slovenskega pisatelja Ivana Sivca, je mladinski detektivski roman  s športno tematiko. Knjiga je izšla pri Založbi Mladinska knjiga v Ljubljani leta 1998.

## Knjige s športno tematiko
Knjiga Zelena kri je ena izmed petih knjig Ivana sivca s športno tematiko. Poleg te je napisal še Netopir brez kril (1995) - govori o smučarskih skakalcih, Beli mušketir (1995) - o alpskih smučarjih, Formula smrti (1997) - o voznikih formule 1, ter Enajsta ovira (1999) - o razočarani atletinji.
V vseh teh knjigah, ki so zaradi aktualnih tem za mlade bralce zanimive in popularne, je glavna književna oseba novinar Uroš Poljanšek.

## Povzetek
Po žrebu v Ženevi, ki določi, da se bosta v drugem kolu pokala UEFA pomerili slovenski nogometni ekipi Olimpija in Maribor, se začnejo vsi pripravljati na nogometni dvoboj. Navijači NK Maribora so jezni, ker je Olimpiji pred dvobojem uspelo iz Maribora speljati nogometaša N´Koma. Na nedovoljen način želijo izboriti zmago svoji ekipi. Olimpijine nogometaše pred povratno tekmo (prvo je NK Olimpija zmagala s 3:1) zastrupijo s hrano, da ti na dan tekme dobijo drisko in tekme ne morejo odigrati do konca. Ker je kasneje ugotovljeno, da so bili zastrupljeni, se tekma ponovi in Olimpija kljub porazu z 1:2 napreduje v III. kolo pokala UEFA. Novinar Uroš Poljanšek, ki je navijač nogometnega kluba Olimpija, pa vse do konca zasleduje osumljence in za krivca spozna trenerja nogometnega kluba Maribor, Štefana Volka. N´Komo na koncu iz NK Olimpije odide kot prost igralec in kasneje zaigra za nogometni klub Real Madrid.

## Analiza dela
V knjigi je prikazano nogometno rivalstvo med dvema slovenskima nogometnima kluboma Olimpijo in Mariborom. Veliko vlogo v zgodbi odigrajo navijači, ki so pripravljeni za uspeh svojega kluba narediti marsikaj. Knjiga vsebuje sedem poglavij, pisatelj pa piše v tretji osebi.

### Književne osebe
Glavna književna oseba v knjigi je novinar Uroš Poljanšek (»Je srednje velik, star štirinštirideset let, plešast, z dolgim nosom, ostrih obraznih potez.«)  pomembno vlogo v knjigi pa ima tudi afriški nogometaš Billy N´Komo (»Po majhni rasti, ne preveč temni polti, po ploščatem nosu, po velikih vprašujočih očeh ter debelih ustnicah je lahko sklepal, da je N’Komo res iz bušmanskega plemena.«). Stranske književne osebe pa so: Štef (navijač Viol), Miša, Štefan Volk (trener NK Maribor), Ernest Petrič (trener NK Olimpija), in ....

### Dogajalni čas in prostor
Dogajalni čas ni natančno določen. Zgodba se odvija v poletnem času, ko se nogometni ekipi Olimpija in Maribor pomerita v II. kolu pokala UEFA.
Zgodba se večinoma odvija na slovenskem ozemlju - v Ljubljani, Mariboru in Celju. NK Olimpija gre dvakrat na nogometne priprave v tujino, enkrat na Madžarsko in enkrat v Avstrijo. Žreb parov za pokal UEFA pa se odvija v Ženevi.